# Noc sylwestrowa (film 1956)
Noc sylwestrowa (tyt. oryg. ros. Карнавальная ночь) – radziecka komedia muzyczna z 1956 roku, w reżyserii Eldara Riazanowa.

## Fabuła
Pracownica Domu Kultury opracowuje program, który zostanie zaprezentowany w pierwszy dzień Nowego Roku. W programie znajdują się utwory wokalne, występy artystów cyrkowych i klaunów, a także występ orkiestry jazzowej. Towarzysz Ogurcow, który kieruje Domem Kultury nie jest zadowolony z propozycji, uznając że jest niepoważny. W swojej własnej wersji programu chce umieścić wykład z astronomii i koncert muzyki poważnej.
Pracownicy Domu Kultury nie zamierzają podważać decyzji dyrekcji, ale robią co mogą, aby projektu dyrektora nie udało się zrealizować.
Najpopularniejszy film radziecki w roku 1956 (48.6 mln widzów).

## Obsada
- Ludmiła Gurczenko jako Lena Kryłowa
- Igor Iljinski jako Serafim Ogurcow
- Jurij Biełow jako Grisza Kolcow
- Georgij Kulikow jako Sierioża Usikow
- Olga Własowa jako Adelajda Romaszkina
- Andriej Tutyszkin jako buchalter Fiodor Mironow
- Tamara Nosowa jako Tosia Bułygina
- Siergiej Filippow jako lektor
- Władimir Picek jako froter